# Paul Martin Lolo
Paul Martin Lolo est né en 1952 à Yaoundé dans la région du Centre au Cameroun et mort le 10 janvier 2017 à Limoges. Enseignant d'informatique, il est de septembre 2013 à janvier 2017 à la tête de la mairie d'arrondissement de Yaoundé VI. .

## Biographie

### Formation académique
Paul Martin Lolo est titulaire d'un Doctorat en science informatique,.

### Carrière
Paul Martin Lolo est enseignant d'informatique à l’École nationale supérieure polytechnique de Yaoundé jusqu'à la fin des années 1990. Joseph Owona, ministre de l’Éducation nationale, sollicite son expertise pour la mise en place de l'enseignement d'informatique dans les programmes de l'enseignement primaire et secondaire. Pendant 11 ans, il va occuper les fonctions d'inspecteur général de pédagogie chargé de l'informatique d'abord au ministère de l'Éducation de base (Minedub), puis au ministère des Enseignements secondaires (Minesec),. Pendant son séjour au Minesec, Paul Martin Lolo va contribuer à mettre sur pied la filière "Technologies de l'information" dans les établissements secondaires du Cameroun.

### Fonction municipale
Militant du Rassemblement Démocratique du Peuple Camerounais (RDPC), parti au pouvoir, Paul Martin Lolo est élu maire de la commune d'arrondissement de Yaoundé VI lors du double scrutin du 30 septembre 2013 et remplace Jean Claude Adjessa Melingui, décédé.

### Décès
À la suite de douleurs au niveau du cœur, Paul Martin Lolo se rend en France en novembre 2016, afin de se faire soigner. Après un séjour de deux mois, il décède le 10 janvier 2017 à Limoges.